# Praça da Bandeira (Belém)
A Praça da Bandeira fica localizada no centro da cidade de Belém, capital do estado brasileiro do Pará.
Em homenagem ao símblo nacional, a Bandeira do Brasil, este logradouro já teve outros nomes, como Largo do Quartel e Praça Saldanha Marinho..